# 节节麦
节节麦（学名：Aegilops tauschii）为禾本科山羊草属下的一个种，是一年生草本植物。原产于克里米亚、高加索地区、西亚和中亚、阿富汗、巴基斯坦、喜马拉雅山西部和中国部分地区，并已被引入其他地区，包括加利福尼亚州。

## 分类
节节麦与小麦一样属于小麦科。它是一种二倍体（2n=2x=14，DD）山羊草物种。